# BMY-14802
BMY-14802 je lek sa antipsihotičkim dejstvom. On je antagonist sigma receptora, i agonist 5-HT1A receptora.